# Honda Element
Honda Element – samochód osobowy typu crossover klasy kompaktowej produkowany przez japoński koncern motoryzacyjny Honda Motor Company w latach 2002 - 2011.

## Historia i opis modelu

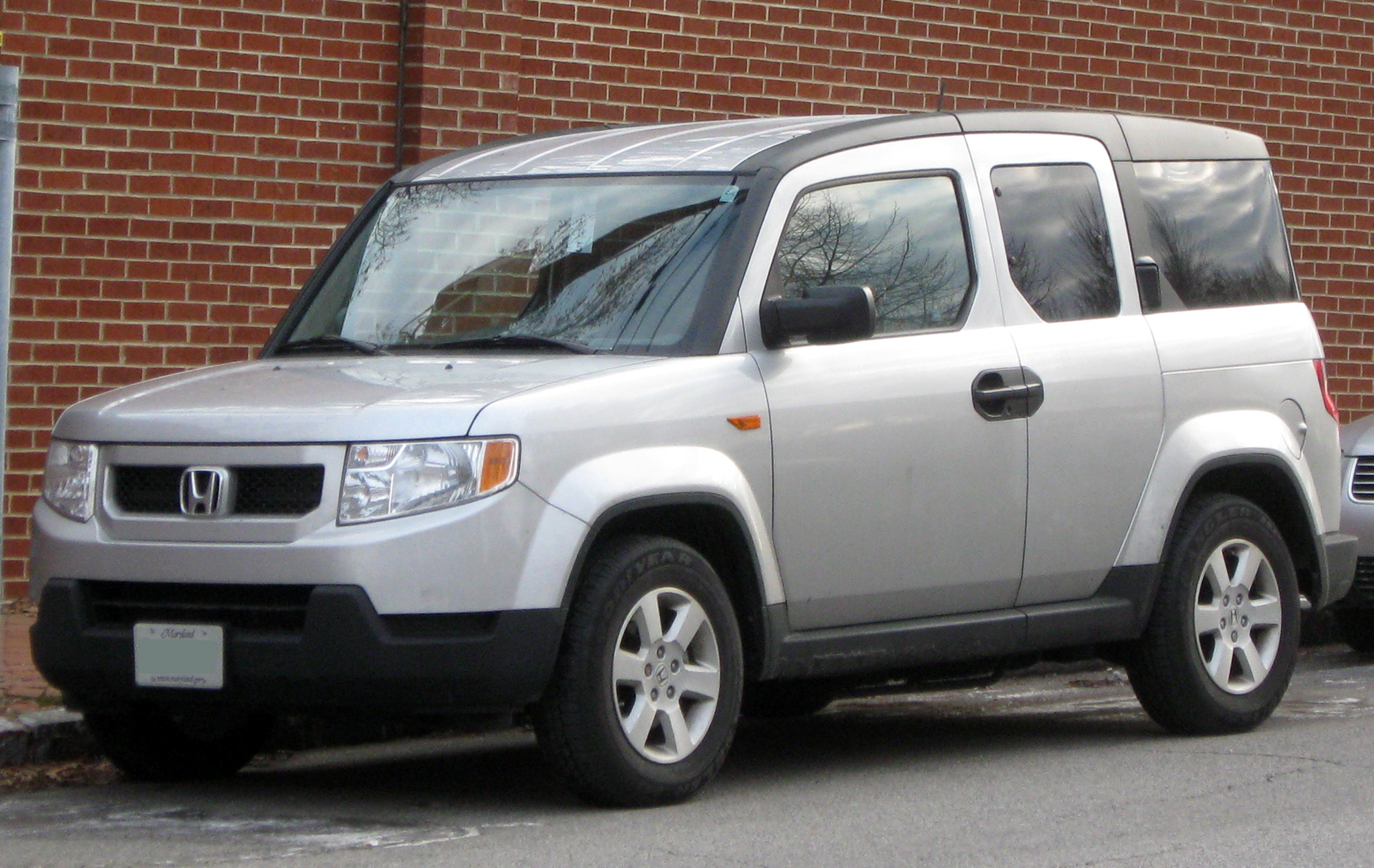
Honda Element po liftingu

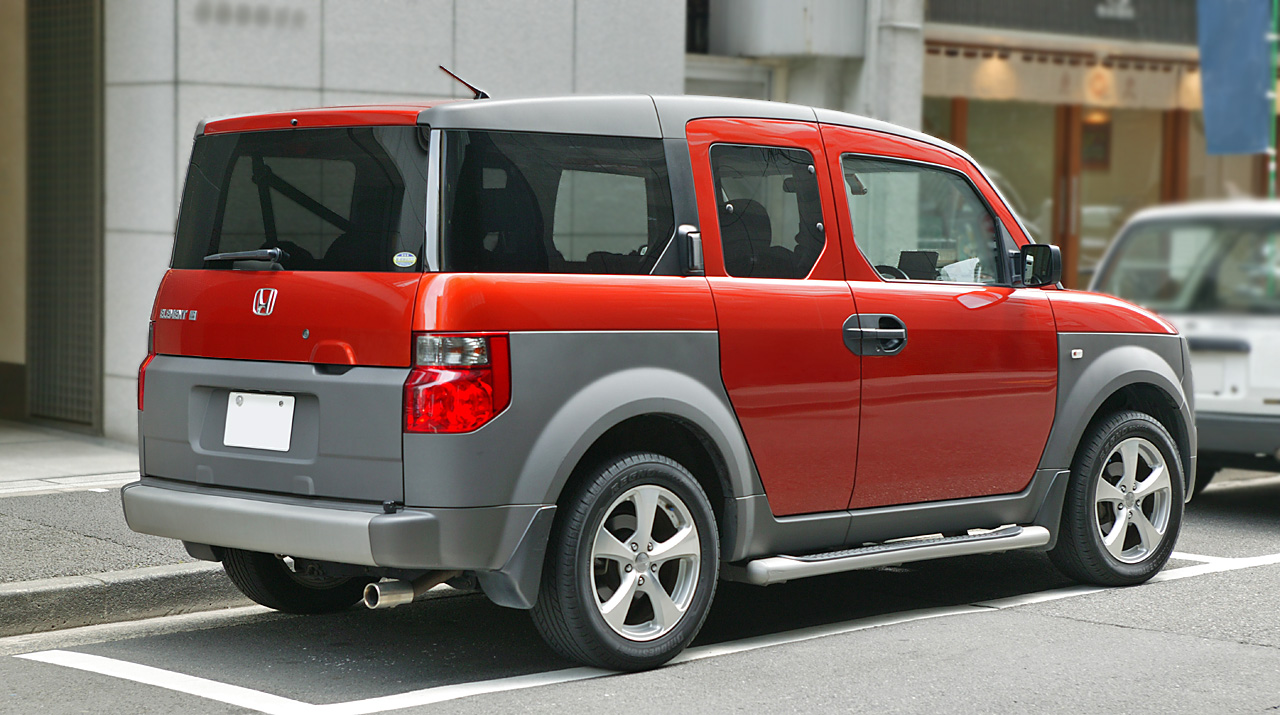
Honda Element - tył

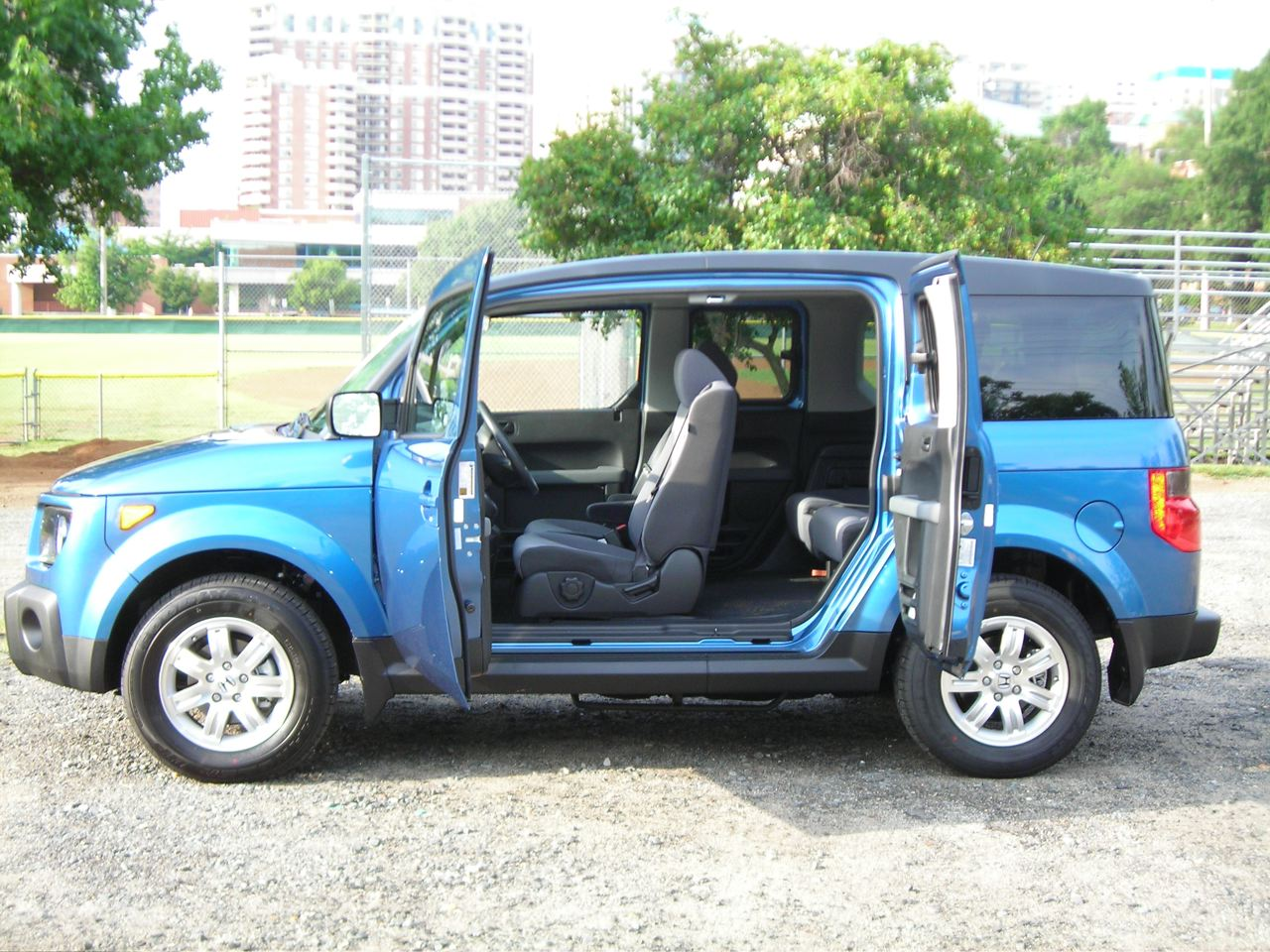
Honda Element z otwartymi drzwiami

Pojazd zbudowany został na bazie zaprojektowanego w 1998 roku, a oficjalnie zaprezentowanego podczas targów motoryzacyjnych w Detroit w 2001 roku modelu Honda Model X. Oficjalna prezentacja produkcyjnej wersji pojazdu miała miejsce rok później podczas targów motoryzacyjnych w Nowym Jorku. Auto zbudowane zostało na płycie podłogowej pochodzącej z modelu CR-V. Skonstruowane zostało przez grupę młodych inżynierów, którzy pragnęli możliwości posiadania uniwersalnego pojazdu nadającego się zarówno do wyjazdów nad morze czy w góry, który łączył w sobie cechy minivana, SUV-a oraz pickupa. Auto wyróżnia się ciekawą stylistyką, brakiem słupka B oraz tylnymi drzwiami otwieranymi pod wiatr.
W 2008 roku auto przeszło delikatną modernizację. Przemodelowany został m.in. pas przedni pojazdu.
W 2007 roku pojazd otrzymał tytuł "Dog Car of the Year".

## Silnik
| 2.4 i-VTEC | 2354 | R4 | 162/5800 | 218/4000 |

## Wyposażenie
W zależności od wybranej wersji wyposażeniowej pojazdu oraz rocznika produkcji pojazd wyposażony mógł być m.in. w system ABS, elektryczne sterowanie szyb, elektryczne sterowanie lusterek, elektrycznie sterowany szyberdach, światła przeciwmgłowe, wielofunkcyjną kierownicę oraz klimatyzację manualną.